# Karel Čapek (fotbalista)
Karel Čapek (* 26. ledna 1925, České Budějovice) je bývalý český fotbalista, brankář, reprezentant Československa.

## Fotbalová kariéra
Hrál za SK České Budějovice, Bratrství Sparta Praha a MEZ Židenice. Za československou reprezentaci odehrál v roce 1948 dvě utkání. Do Českých Budějovic přišel z Vodňan, pomohl k postupu do ligy. Po ročním působení v lize přišel sestup a mezitím již dvojnásobný reprezentant přestoupil do Sparty. Ve Spartě ale dělal jen dvojku Ročkovi a když dostal ve Spartě šanci André Houška, odešel do Židenic, kde odchytal ještě několik ligových utkání. Později žil ve Švýcarsku.

## Ligová bilance
| Ročník                                     | Zápasy | Góly | Klub                |
| ------------------------------------------ | ------ | ---- | ------------------- |
| Státní liga 1947/48                        | 20     | 0    | SK České Budějovice |
| Celostátní československé mistrovství 1949 | 13     | 0    | Bratrství Sparta    |
| Celostátní československé mistrovství 1950 | 3      | 0    | Bratrství Sparta    |
| Mistrovství československé republiky 1951  | 5      | 0    | Sparta ČKD Sokolovo |
| Mistrovství československé republiky 1952  | 13     | 0    | MEZ Židenice        |
| CELKEM                                     | 54     | 0    |                     |